# Jasper (Nueva York)
Jasper es un pueblo ubicado en el condado de Steuben en el estado estadounidense de Nueva York. En el año 2000 tenía una población de 1,270 habitantes y una densidad poblacional de 9.3 personas por km².

## Geografía
Jasper se encuentra ubicado en las coordenadas 42°8′38″N 77°32′1″O / 42.14389, -77.53361.

## Demografía
Según la Oficina del Censo en 2000 los ingresos medios por hogar en la localidad eran de $33,393, y los ingresos medios por familia eran $35,962. Los hombres tenían unos ingresos medios de $28,375 frente a los $21,875 para las mujeres. La renta per cápita para la localidad era de $13,194. Alrededor del 15.7% de la población estaban por debajo del umbral de pobreza.